# 埃斯特雷拉达尔瓦
埃斯特雷拉达尔瓦是巴西米纳斯吉拉斯州的一个市镇。总面积131.877平方公里，总人口2497人，人口密度18.9人/平方公里。